# ハリー・R・トルーマン

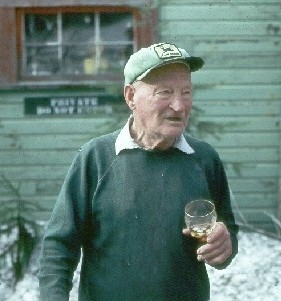
ハリー・ランダル・トルーマン（セント・ヘレンズ山が噴火する約1ヶ月前の1980年4月にワシントン州スピリット・レイクで撮影された写真）

ハリー・ランダル・トルーマン（Harry Randall Truman, 1896年10月30日 - 1980年5月18日）は、アメリカのワシントン州セント・ヘレンズ山近郊のスピリット・レイク湖畔に居住していた旅館『スピリットレイク・ロッジ』のオーナーである。
死亡の数か月前よりセント・ヘレンズ山の異変を取材に来たアメリカのニュース番組を賑わす存在になり始め、1980年に同山が噴火した際には避難を頑なに拒否した末、火砕流に巻き込まれて行方不明となった。

## 半生
トルーマンは1896年にウエストバージニア州クレイ郡アイビーデールにて、ニューベリーとロザベル夫妻の長男として誕生する。トルーマン一家はワシントン州チェホールズに在住。父ニューベリーは1923年に伐採作業における事故により49歳で死亡し、母ロザベルは1957年に84歳で死去した。トルーマンの近親は9歳年下の妹のジェラルディン(1905-1987年)ただ一人であった。
1917年8月4日、トルーマンはアメリカ陸軍航空隊第100飛行戦隊に入隊し、第一次世界大戦に従軍した。1918年1月24日、トルーマンはニュージャージー州ホーボーケンよりイギリス船籍の客船「タスカニア」号に乗船して欧州へ派兵された。米英間の護送船団の任務に兵員輸送船として従事していたタスカニア号には乗員384名と乗客であるアメリカ陸軍兵2,013名が乗船していたが、同年2月5日、アイルランド沖を航行中に独潜水艦UB-77の雷撃を受けて撃沈され、210名が戦死・殉職している。タスカニア号撃沈から生還したトルーマンは、1919年6月12日にアメリカ軍を除隊。ワシントン州ルイス郡リッフェに移住し、1926年まで在住した。1926年にスピリット湖にあるセント・ヘレンズ山のロッジの管理人の職を得たトルーマンは、1928年初頭にロッジの権利の半分を購入し、同年後半には残り半分も取得してロッジの正式な経営者となり、その後52年間に渡る余生を同地で送る事となった。トルーマンは1938年以降、その死去までトゥスカニア号遺族会の会員でもあった。
トルーマンがスピリット湖畔に移住する事となった切っ掛けは、欧州から帰国した翌年にアメリカが禁酒法の時代に突入した事であった。トルーマンはリッフェにてガソリンスタンドを経営する傍ら、裏ではラム酒の大規模な密造にも関与しており、マフィアは多大な利益を手にしていた彼に対して刺客を差し向ける事を仄めかし始めた。トルーマンは1926年、45口径の拳銃を片手に家族と共に僻地であるスピリット湖畔のロッジに避難し、管理人として滞在する事となったのである。トルーマンのロッジは200,000平方メートル以上の敷地面積に100部屋以上の個室があり、湖畔ではボートのレンタルも行っていた。1937年にはワーナー・ブラザースのジャック・L・ワーナーにより、トルーマンのロッジをロケ地として映画『大森林』が撮影されている。
トルーマンは最初の配偶者であるヘレン・アイリーン・ヒューズと、1935年に再婚したマジョリー・ベネットとは離婚しており、1947年に結婚したエドナ・O・ヘンリックソンとは1978年に死別するまで人生を共にした。ヘレンとの間には一人娘のベティがいたが、1961年8月4日にワシントン州サムナーにて39歳で死去している。
晩年の彼のロッジには16匹のネコが飼われ、自動ピアノの奏でる曲と38本のバーボン・ウイスキーのボトル、若き日の自身や愛妻のポートレートに囲まれながら、母の没年と同じ製造年の桃色の1956-57年式キャディラックを愛用する独居生活を送っていた。その一方でトルーマンにはベティ以外の子はおらず、親戚縁者の数は極僅かであった。1978年に妻エドナに先立たれるとトルーマンは失意に沈み、鬱病とアルコール依存症に苦しむ日々を送るようになっていった。

## つかの間の栄光
1980年、セント・ヘレンズ山の火山活動が活発化し、噴火の約2ヶ月前にはセント・ヘレンズ山近郊からの避難が発令された。しかしながらトルーマンはこの避難を拒否し、世間の注目を集めた。トルーマンはマスメディアからインタビューを受けた際、噴火の危険性は「ひどく誇張されている」と主張し、「山がそうなる（噴火する）なら、俺もそれに身を任せるまでさ。このエリアには分厚い森林帯があるし、スピリット湖も俺と山を隔てている。それに山からはかなりの距離がある。山が俺を傷つけるとは思わない。」「俺はここで50年以上も暮らしているんだ。もうセント・ヘレンズ山とスピリット・レイクは俺の体の一部であり、俺もまた山と湖の一部なんだ！」と言い放った。その一方で、ザ・ブルティン誌の取材に因るところでは、トルーマンは頻繁に観測される地震に備え、ベッドのマットレスを外して地下室で就寝するようにしていたという。
野球帽を被り、シェンリー・インダストリーズ社製バーボンをコカ・コーラで割ったウイスキー・コークのビアグラスを片手に、居並ぶマスコミの前で酩酊気味に持論をがなり立て、噴火による彼の身の安全を案ずる民衆の懸念を鼻で笑い飛ばし続けるトルーマンは、アメリカのお茶の間のちょっとした人気者となった。トルーマンの元には全米の子供達から歌や詩が書かれたファンレターが届けられ、オレゴン州セイラムの児童グループからは、「ハリー、私達はあなたを愛しています。」と書かれたバナーが贈られた。トルーマンの元に届くファンレター の中には、トルーマンに対して求婚する内容のものも含まれていたという。
大衆感情やメディアの姿勢は、眼前に迫る大災害から人々の命を護るべく悲観的な予測を訴える州当局や火山学者よりも、むしろトルーマンの頑迷なまでの信念を支持する傾向があった。科学者や国家権力がトルーマンに対して無知で前時代的な田舎者というレッテルを貼れば貼る程、民衆はトルーマンを権力に抵抗する民俗英雄的な存在として捉えるようになっていった。時のワシントン州知事ディクシー・リー・レイは1980年4月3日に非常事態宣言を発令していたが、セント・ヘレンズ山が水蒸気と灰のみを噴き上げる一時的な小康状態に移行する中、トルーマンを支持する民衆の声や早期の作業再開を求める林業・漁業従事者、あるいは登山者の意見に圧される形でトルーマンに対する特別な危険区域内滞在許可の発行、及び同年5月18日にスピリット湖畔で開催する予定として提出されたボーイスカウト・コロンビア太平洋協議会所有のキャンプ場の使用許可申請を承認せざるを得ない事態に追い込まれていた。

## 最期
1980年5月18日8時32分（協定世界時同日15時32分）、セント・ヘレンズ山は123年ぶりに大噴火を起こした。ロッジにただ一人留まり続けていたトルーマンは、この噴火により発生した火砕流の直撃を受け死亡したと推定されている。大火砕流はスピリット湖畔一帯を破壊し尽くし、トルーマンのロッジとスピリット湖は最大厚さ150フィート(46m)にも及ぶ岩屑なだれに埋め尽くされた。トルーマンの遺体は現在に至るまで発見されていないが、ロッジや16匹の愛猫、愛車キャデラック・シリーズ62とともに9メートルの灰や土石流に埋もれていると推測されている。
トルーマンの妹、ジェラルディンは彼の死の現実をなかなか受け入れようとしなかったが、最終的に「私はハリーが死んだとは思いません。しかし、もし飛行機でハリーのロッジが消滅しているのを見せられたら、多分私はそれを信じざるを得なくなるのだと思います。」というコメントを残している。
1980年のセント・ヘレンズ山噴火は、北米大陸の有史史上最も致命的で最も破壊的な火山噴火であり、トルーマン以外にも他の地域に点在していた火山学者のデイヴィッド・ジョンストン、報道写真家のリード・ブラックバーンやロバート・ランズバーグを含む56人の住民や登山者、報道関係者が死亡または行方不明となった。
なお、現在のスピリット湖はトルーマンが住んでいた旧スピリット湖よりも70m近く高い標高に再び自然形成された湖であるが、豊富な森林資源は全て失われ、2010年代に入っても湖面の40%は未だ噴火当時に周辺丘陵から吹き飛ばされてきた何千本もの倒木による「倒木筏（ツリーマット）」で覆われている。湖底からは有毒な火山ガスが立ち上り、水中の酸素濃度も1983年の植物性プランクトンの再出現までは極めて低いレベルに留まり、岩屑なだれにより生成された周辺地形が崩落するラハールを防ぐ為に、1985年に作られた重力トンネルにより湖面は常に1,040mが人工的に維持されるという、トルーマンが愛した旧湖とは全く別物の湖に変わり果ててしまった。その後漁師によりカエルやサンショウウオなどの両生類が湖畔に再導入され、植林なども進められているが、1980年以前の水産・森林資源を回復するには未だ道半ばである。

## 遺産

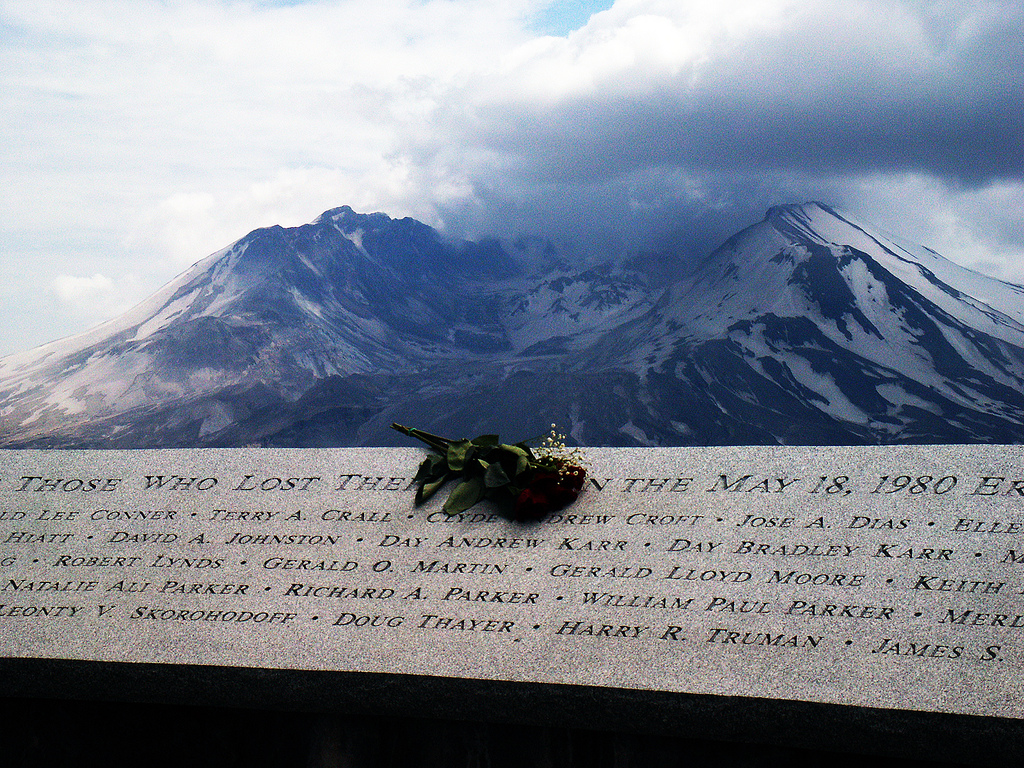
トルーマンの名が刻まれた火山災害犠牲者の慰霊碑

トルーマンは生前の時点で避難の呼び掛けに抵抗する「民俗英雄」的な地位にあった。トルーマンの死後、彼の友人や妹のジェラルディン（ジェリー）を含む彼の家族は、彼の死に次のように反応した。ジェリーは「兄はとても頑固な人でした。」と語り、友人のジョン・ガリテは「セント・ヘレンズ山とスピリット湖は彼の人生そのものだった。彼から山と湖を奪う事は、彼を殺すのに等しい事だ。彼はいつもスピリット・レイクで死にたいと言っていた。彼は自身が望むとおりの最期を遂げたのだ。」と述べた。別の友人のジョン・アンダーセンは「ハリーの名前と存在は、常にスピリット湖の一部で在り続けた。同地に彼以上の記念物は全く無いであろう。」と語り、トルーマンの従兄弟であるリチャード・アイスは「彼はとても早口で、大声でまくし立てる人だったが、全ての主題について明確な意見を持っていた。」と述べている。アイスはまた「著名人として過ごした短い期間が、彼の人生の頂点であったのだろう。」とも述べた。
1981年にはトルーマンを主題としたドキュメンタリー映画『セント・ヘレンズ (映画)』がアート・カーニー主演で製作され、さらに1989年にはトルーマンを主題とした書物『Truman of St. Helens: The Man & His Mountain』がシャーリー・ローゼンによって著された。アイルランドのロックバンド、ヘッドギア (バンド)は彼を題材とした楽曲「ハリー・トルーマン」をリリースし、歌詞のリフレインに「お前が山を動かす事が出来ても、俺は決して山を下りない」という一節を添えた。トルーマンを題材としたもう一つの楽曲は1980年にルーラ・ベル・ガーランドによって作詞され、ロン・ショー&ザ・デザートウインド・バンドにより演奏された『The Legend of Harry And The Mountain.』という曲である。
さらに近年、シンガーソングライターのビリー・ジョナスが2002年にリリースした「オールド・セントヘレン」という曲の中で、トルーマンの逸話について言及している。
セント・ヘレンズ山にあるトルーマン道（トルーマン・トレイル）とハリー尾根（ハリー・リッジ）は、トルーマンの名にちなんで付けられた。トルーマンは16匹の猫を家族の一員として飼育していた事でも有名であり、ほとんど全ての公式声明の中で愛猫について言及していた。猫達は噴火の日に彼と運命を共にしたものと推定されている。

## 関連書籍
- Shirley Rosen (1989). Truman of St. Helens: The Man & His Mountain. (ISBN 0962329711)